# Haute rivière Salmon
Pour les articles homonymes, voir Rivière Salmon et Salmon.
La Haute rivière Salmon (anglais : Upper Salmon River) est un fleuve côtier du Nouveau-Brunswick situé à la limite orientale du parc national de Fundy.

## Faune
Depuis la construction du pont-jetée de la rivière Petitcodiac à la fin des années 1960, la population est en fort déclin. Les seules espèces n'ayant jamais disparu sont l'omble de fontaine et l'anguille d'Amérique. L'alose savoureuse, le gaspareau et l'éperlan arc-en-ciel ont disparu du bassin. Plusieurs espèces de ménés sont présentes dans les bassins voisin, mais absentes dans le parc. On estime que 66 à 80 % des espèces de poissons du parc ont disparu. Le saumon a pour un temps disparu de la rivière, mais ce dernier s'est réintroduit naturellement.